# Paul Lehmann (Szenenbildner)
Paul Lehmann (* 21. September 1923 in Berlin; † 31. Oktober 2022 in Potsdam) war ein deutscher Bühnen- und Szenenbildner.

## Leben und Werk
Der Vater Lehmanns war Lohnbuchhalter und betätigte sich in der Inflationszeit auch als Kartoffelhändler. Lehmann absolvierte nach der Volksschule ab 1938 eine Lehre als Maschinenschlosser und arbeitete bis 1941 in Berlin im Konstruktionsbüro eines Onkels in seinem Beruf. Er begeisterte sich für Musik und nahm neben seiner Arbeit Schauspielunterricht. 1941 wurde er zur Kriegsmarine einberufen, und er nahm nach der U-Boot-Ausbildung am Zweiten Weltkrieg teil. Er geriet im Mai 1945 in Kristiansand in englische Gefangenschaft und kam in ein Lager nach Schottland. Dort schloss er sich einer Theatergruppe an. Er wurde zunächst als jugendlicher Liebhaber besetzt, betätigte sich dann aber als Dekorationsbauer und Bühnengestalter. 1947 wurde er aus der Gefangenschaft in die Sowjetische Besatzungszone nach Berlin entlassen.
Von 1947 bis 1949 studierte er an der Hochschule für bildende und angewandte Kunst in Berlin-Weißensee Bühnenbild. Seine Lehrer waren u. a. Arno Mohr und Horst Strempel für Malerei und Gustav Seitz für Bildhauerei. Schon als Student assistierte er Heinrich Kilger, so bei dem Sartre-Stück Die Fliegen am Hebbel-Theater und bei Faust und Mutter Courage am Deutschen Theater. Vor allem die Proben mit Bertolt Brecht, Helene Weigel und Erich Engel beeindruckten ihn stark.
Von 1949 bis 1956 arbeitete er als Bühnenbildner am Theater Stralsund, u. a. für die Inszenierungen von Clavigo und Hermann Werner Kubschs Die ersten Schritte. 1956 warb ihn Alfred Hirschmeier für die DEFA an, die ihn zunächst als Architekt und Kunstmaler einstellte. Er arbeitete im Studio Berlin-Johannisthal und war u. a. 1957 an den Filmen Vergesst mir meine Traudel nicht und Zwei Mütter beteiligt. Nachdem er für den Film Sie nannten ihn Amigo ein Modell für einen Berliner Hinterhof entworfen hatte, holte ihn Hirschmeier zur Vorbereitung der Produktion des Films Die Schönste zu sich in das DEFA-Studio für Spielfilme Babelsberg. Für diesen Film übernahm Lehmann mit Willi Schäfer nach den Entwürfen Hirschmeiers die Bau-Ausführung, für die Hirschmeier voller Lob war.
Am 1. Januar 1958 erhielt Lehmann von der DEFA einen Arbeitsvertrag als Szenenbildner. Er arbeitete im DEFA-Spielfilmstudio als Szenenbildner, Ausstatter, Requisiteur und Autor und wirkte an über 60 Filmen mit, darunter auch Mehrteiler für das DDR-Fernsehen. Zeitweilig war er Abteilungsleiter Szenenbild. Nach dem Tod Kilgers 1970 übernahm er in dessen Nachfolge an der Komischen Oper die Umsetzung des Bühnenraums für die Verfilmungen von Hoffmanns Erzählungen und Ritter Blaubart.
Lehmann war Honorardozent an der Filmhochschule Babelsberg und Gutachter für Diplomarbeiten von Absolventen des Fachbereiches Szenografie. Ab 1961 beteiligte er sich an den Bemühungen für die berufliche und finanzielle Aufwertung der Szenenbildner ein. Er war als Mitglied des FDGB aktiv in der Gewerkschaftsgruppe der Filmszenenbildner tätig. Nach dem Bau der Berliner Mauer wurde er 1961, wohl eher unfreiwillig, Mitglied der Kampfgruppen der Arbeiterklasse. Von 1977 bis 1990 war Lehmann Mitglied des Verbands Bildender Künstler der DDR. Er war von 1977 bis 1988 auf der VIII. bis zur X. Kunstausstellung der DDR in Dresden vertreten.
Von 1956 bis zu seiner Entlassung zum 1. Oktober 1990 im Zuge der Privatisierung des Studios in der Folge der deutschen Wiedervereinigung war Lehmann der bei der DEFA am längsten Tätige im künstlerischen Bereich des Szenenbildes, der Bauausführung und der Ausstattung.
Nach seiner Entlassung erarbeitete Lehmann ein Konzept für die Führung von Besuchergruppen durch die Babelsberger Filmstadt. Von 1992 bis 2002 arbeitete er als freier Szenenbildner und Ausstatter für Filme von Frank Beyer, Michael Gwisdek, Andreas Höntsch, Andreas Kleinert und Thomas Frick.
Lehmann war zweimal verheiratet und hatte zwei Kinder.

## Ehrungen
- zwei Mal Aktivist der sozialistischen Arbeit
- Erich-Weinert-Medaille  (für den Film Ete und Ali)
- 1989: Heinrich-Greif-Preis